# 白蜆蝶屬
白蜆蝶屬（學名：Stiboges）是古蜆蝶亞科褐蜆蝶族中的一個屬。包含在內的3個種分佈於東南亞。

## 物種
- Stiboges elodinia (Frühstorfer, 1914) —— 又被視為白蜆蝶的一個亞種
- 廬山白蜆蝶 （Stiboges lushanica） (Chou & Yuan, 2001) —— 又被視為白蜆蝶的一個亞種
- 白蜆蝶 （Stiboges nymphidia） (Butler, 1876)